# Сокол, Иван Григорьевич
Иван Григорьевич Сокол (12.05.1925 — 02.02.1974) — командир пулемётного отделения 25-го гвардейского стрелкового полка, гвардии сержант. Герой Советского Союза.

## Биография
Родился 12 мая 1925 года в селе Старый Чарторийск. Украинец. Член КПСС. Образование неполное среднее. Работал в колхозе.
С начала Великой Отечественной войны находился на временно оккупированной территории. В 1941 году попал под отправку в Германию. По пути бежал. В дальнейшем до 1944 года сражался в партизанском отряде имени Щорса.
В мае 1944 года призван в Красную Армию и направлен пулемётчиком в 25-й гвардейский стрелковый полк 6-й гвардейской стрелковой дивизии. В составе 13-й армии 1-го Украинского фронта участвовал в уничтожении вражеской группировки под Бродами, форсировании рек Западный Буг, Сан и Висла, боях на сандомирском плацдарме.
Командир пулемётного отделения гвардии сержант Сокол отличился во время Висло-Одерской операции.
12 января 1945 года при прорыве вражеской линии обороны он первым ворвался в расположение противника и шквальным пулемётным огнём уничтожил более 70 противников.
15 января в боях в районе реки Чарна-Нида, отбивая вражескую контратаку, И. Г. Сокол подпустил врага на близкое расстояние и внезапным огнём уничтожил из пулемёта более 100 немецких солдат и офицеров.
В числе первых 26 января переправился с пулемётом на левый берег Одера у города Штейнау и занял рубеж. Отражая вражеские атаки, уничтожил около 60 противников и удержал занятый рубеж, чем обеспечил форсирование реки другими подразделениями полка.
Указом Президиума Верховного Совета СССР от 10 апреля 1945 года за мужество, отвагу и героизм гвардии сержанту Соколу Ивану Григорьевичу присвоено звание Героя Советского Союза с вручением ордена Ленина и медали «Золотая Звезда».
В 1950 году демобилизован. Жил в родном селе, работал финансовым агентом.
Награждён орденом Ленина, медалями.
Умер 2 февраля 1974 года. В родном селе установлен бюст, его имя носит улица.